# الحوطة (لحج)
الحوطة هي مدينة يمنية وعاصمة محافظة لحج، بلغ تعداد سكانها 30661 نسمة حسب الإحصاء الذي أجري عام 2004.

## الحارات القديمة
وحارات مدينة الحوطة في السابق ثلاثة عشر حارة، وهي: حارة دار حمادي، ودار عبد الله، وحارة الجفيرة، وحارة دبان، وحارة المُساوى، وحارة أبي الغيث، وحارة اليهود، وحارة قيصى، وحارة مزاحم، وحارة الحضارم، وحارة وحيدة، وحارة الحسينة، وحارة الشيخ سعيد.

## الأحياء والحارات
| الحارة | عدد المساكن | عدد الأسر | الذكور | الأناث | الإجمالي |
| ------ | ----------- | --------- | ------ | ------ | -------- |

## أعلام
- أحمد فضل القمندان
- قحطان محمد الشعبي
- فيصل علوي
- فضل كريدي
- عبدالله هادي سبيت